# Parafia Niepokalanego Serca Najświętszej Maryi Panny w Marianowie
Parafia pw. Niepokalanego Serca Najświętszej Maryi Panny w Marianowie – rzymskokatolicka parafia należąca do dekanatu Korycin archidiecezji białostockiej, metropolii białostockiej.

## Obszar parafii

### Miejscowości i ulice
W granicach parafii znajdują się miejscowości Bombla, Brody, Brzozówka Koronna, Brzozówka Strzelecka, Brzozówka Ziemiańska, Jezierzysk, Łomy, Łosiniec, Niemczyn, Osierodek, Przesławka, Przewalanka, Stok, Wojtachy, Zamczysk i Zdroje.